# Volmehang-Martinsloch-System
Das Volmehang-Martinsloch-System ist ein Höhlensystem, das aus Volmehanghöhle, Martinsloch und Volmetalhöhle besteht. Es erstreckt sich hinter und unter der Stadthalle Hagen im Bereich des Wasserlosen Tals und des Volmetals. Es weist eine Länge von 2666 m auf. Die Volmehanghöhle ist verschlossen.